# 섹션TV 연예통신
《섹션TV 연예통신》은 MBC TV에서 1999년 5월 9일부터 2020년 1월 23일까지 방송했던 연예 정보 프로그램이었다.

## 역사
- 1999년 5월 9일 : '섹션TV 파워통신'이라는 제목으로 첫방송을 하였으며, 당초 황수정, 서경석, 김용만 등 3인 체제로 구성될 예정이었으나 김용만이 고사하자 2인 체제로 변경되었다.[1]

- 1999년 10월 20일 : 프로그램 명이 섹션TV 파워통신에서 섹션TV 연예통신으로 변경되었다.

- 2020년 1월 23일 : 21년 만에 방송이 종영 되었다.

## 방송 시간
| 방송 채널 | 방송 기간                           | 방송 시간                    | 방송 시간                    | 방송 분량  |
| --------- | ----------------------------------- | ---------------------------- | ---------------------------- | ---------- |
| MBC TV    | 1999년 5월 9일 ~ 1999년 7월 11일    | 매주 일요일 저녁 6:00 ~ 6:50 | 매주 일요일 저녁 6:00 ~ 6:50 | 50분       |
| MBC TV    | 1999년 8월 4일 ~ 1999년 11월 17일   | 매주 수요일 밤 11:00 ~ 11:50 | 매주 수요일 밤 11:00 ~ 11:50 | 50분       |
| MBC TV    | 1999년 11월 24일 ~ 1999년 12월 15일 | 매주 수요일 밤 11:00 ~ 12:00 | 매주 수요일 밤 11:00 ~ 12:00 | 1시간      |
| MBC TV    | 1999년 12월 29일                    | 수요일 밤 11:15 ~ 12:45      | 수요일 밤 11:15 ~ 12:45      | 1시간 30분 |
| MBC TV    | 2000년 1월 5일 ~ 2000년 5월 10일    | 매주 수요일 밤 11:00 ~ 12:05 | 매주 수요일 밤 11:00 ~ 12:05 | 1시간 5분  |
| MBC TV    | 2000년 5월 17일 ~ 2001년 1월 17일   | 매주 수요일 밤 10:55 ~ 11:55 | 매주 수요일 밤 10:55 ~ 11:55 | 1시간      |
| MBC TV    | 2001년 1월 24일                     | 수요일 밤 10:45 ~ 11:45      | 수요일 밤 10:45 ~ 11:45      | 1시간      |
| MBC TV    | 2001년 1월 31일                     | 수요일 밤 11:15 ~ 12:15      | 수요일 밤 11:15 ~ 12:15      | 1시간      |
| MBC TV    | 2001년 2월 7일                      | 매주 수요일 밤 11:00 ~ 12:00 | 매주 수요일 밤 11:00 ~ 12:00 | 1시간      |
| MBC TV    | 2001년 2월 14일 ~ 2001년 4월 25일   | 매주 수요일 밤 10:55 ~ 11:55 | 매주 수요일 밤 10:55 ~ 11:55 | 1시간      |
| MBC TV    | 2001년 5월 2일                      | 수요일 밤 11:05 ~ 12:05      | 수요일 밤 11:05 ~ 12:05      | 1시간      |
| MBC TV    | 2001년 5월 9일                      | 수요일 밤 11:05 ~ 12:15      | 수요일 밤 11:05 ~ 12:15      | 1시간 10분 |
| MBC TV    | 2001년 5월 16일                     | 수요일 밤 11:05 ~ 12:05      | 수요일 밤 11:05 ~ 12:05      | 1시간      |
| MBC TV    | 2001년 5월 23일                     | 수요일 밤 10:55 ~ 12:05      | 수요일 밤 10:55 ~ 12:05      | 1시간 10분 |
| MBC TV    | 2001년 5월 30일 ~ 2001년 6월 6일    | 매주 수요일 밤 11:05 ~ 12:15 | 매주 수요일 밤 11:05 ~ 12:15 | 1시간 10분 |
| MBC TV    | 2001년 6월 13일 ~ 2001년 7월 18일   | 매주 수요일 밤 11:05 ~ 12:05 | 매주 수요일 밤 11:05 ~ 12:05 | 1시간      |
| MBC TV    | 2001년 7월 25일                     | 수요일 밤 10:55 ~ 11:55      | 수요일 밤 10:55 ~ 11:55      | 1시간      |
| MBC TV    | 2001년 8월 1일 ~ 2001년 8월 8일     | 매주 수요일 밤 11:05 ~ 12:05 | 매주 수요일 밤 11:05 ~ 12:05 | 1시간      |
| MBC TV    | 2001년 8월 29일 ~ 2001년 9월 5일    | 매주 수요일 밤 10:55 ~ 11:55 | 매주 수요일 밤 10:55 ~ 11:55 | 1시간      |
| MBC TV    | 2001년 9월 12일 ~ 2001년 9월 26일   | 매주 수요일 밤 11:05 ~ 12:05 | 매주 수요일 밤 11:05 ~ 12:05 | 1시간      |
| MBC TV    | 2001년 10월 10일                    | 수요일 밤 10:55 ~ 11:55      | 수요일 밤 10:55 ~ 11:55      | 1시간      |
| MBC TV    | 2001년 10월 17일 ~ 2001년 10월 31일 | 매주 수요일 밤 11:05 ~ 12:05 | 매주 수요일 밤 11:05 ~ 12:05 | 1시간      |
| MBC TV    | 2001년 11월 7일 ~ 2001년 12월 19일  | 매주 수요일 밤 10:55 ~ 11:55 | 매주 수요일 밤 10:55 ~ 11:55 | 1시간      |
| MBC TV    | 2001년 12월 26일                    | 수요일 밤 11:05 ~ 12:25      | 수요일 밤 11:05 ~ 12:25      | 1시간 20분 |
| MBC TV    | 2002년 1월 2일 ~ 2002년 2월 6일     | 매주 수요일 밤 11:05 ~ 12:05 | 매주 수요일 밤 11:05 ~ 12:05 | 1시간      |
| MBC TV    | 2002년 2월 13일                     | 수요일 밤 10:55 ~ 12:05      | 수요일 밤 10:55 ~ 12:05      | 1시간 10분 |
| MBC TV    | 2002년 2월 20일 ~ 2002년 5월 29일   | 매주 수요일 밤 11:05 ~ 12:05 | 매주 수요일 밤 11:05 ~ 12:05 | 1시간      |
| MBC TV    | 2002년 6월 19일                     | 수요일 밤 11:15 ~ 12:15      | 수요일 밤 11:15 ~ 12:15      | 1시간      |
| MBC TV    | 2002년 6월 26일                     | 수요일 밤 11:30 ~ 12:30      | 수요일 밤 11:30 ~ 12:30      | 1시간      |
| MBC TV    | 2002년 7월 3일 ~ 2002년 11월 27일   | 매주 수요일 밤 11:05 ~ 12:05 | 매주 수요일 밤 11:05 ~ 12:05 | 1시간      |
| MBC TV    | 2002년 12월 4일                     | 수요일 밤 11:25 ~ 12:25      | 수요일 밤 11:25 ~ 12:25      | 1시간      |
| MBC TV    | 2002년 12월 18일                    | 수요일 밤 11:25 ~ 12:25      | 수요일 밤 11:25 ~ 12:25      | 1시간      |
| MBC TV    | 2002년 12월 25일                    | 수요일 밤 11:05 ~ 12:15      | 수요일 밤 11:05 ~ 12:15      | 1시간 10분 |
| MBC TV    | 2003년 1월 1일 ~ 2003년 2월 5일     | 매주 수요일 밤 11:05 ~ 12:05 | 매주 수요일 밤 11:05 ~ 12:05 | 1시간      |
| MBC TV    | 2003년 2월 19일                     | 수요일 밤 11:15 ~ 12:15      | 수요일 밤 11:15 ~ 12:15      | 1시간      |
| MBC TV    | 2003년 3월 5일 ~ 2003년 4월 23일    | 매주 수요일 밤 11:05 ~ 12:05 | 매주 수요일 밤 11:05 ~ 12:05 | 1시간      |
| MBC TV    | 2003년 4월 30일 ~ 2003년 8월 13일   | 매주 수요일 밤 11:05 ~ 12:00 | 매주 수요일 밤 11:05 ~ 12:00 | 55분       |
| MBC TV    | 2003년 8월 27일 ~ 2003년 12월 17일  | 매주 수요일 밤 11:05 ~ 12:00 | 매주 수요일 밤 11:05 ~ 12:00 | 55분       |
| MBC TV    | 2003년 12월 24일 ~ 2004년 11월 10일 | 매주 수요일 밤 11:05 ~ 12:00 | 매주 수요일 밤 11:05 ~ 12:00 | 55분       |
| MBC TV    | 2004년 11월 17일                    | 수요일 밤 11:00 ~ 11:55      | 수요일 밤 11:00 ~ 11:55      | 55분       |
| MBC TV    | 2004년 11월 24일 ~ 2004년 12월 15일 | 매주 수요일 밤 11:05 ~ 12:00 | 매주 수요일 밤 11:05 ~ 12:00 | 55분       |
| MBC TV    | 2004년 12월 22일                    | 수요일 밤 11:10 ~ 12:05      | 수요일 밤 11:10 ~ 12:05      | 55분       |
| MBC TV    | 2005년 1월 5일                      | 수요일 밤 11:15 ~ 12:10      | 수요일 밤 11:15 ~ 12:10      | 55분       |
| MBC TV    | 2005년 1월 12일                     | 수요일 밤 11:15 ~ 12:05      | 수요일 밤 11:15 ~ 12:05      | 50분       |
| MBC TV    | 2005년 1월 19일                     | 수요일 밤 11:05 ~ 12:00      | 수요일 밤 11:05 ~ 12:00      | 55분       |
| MBC TV    | 2005년 1월 26일                     | 수요일 밤 11:10 ~ 12:05      | 수요일 밤 11:10 ~ 12:05      | 55분       |
| MBC TV    | 2005년 2월 2일 ~ 2005년 7월 13일    | 매주 수요일 밤 11:05 ~ 12:00 | 매주 수요일 밤 11:05 ~ 12:00 | 55분       |
| MBC TV    | 2005년 7월 20일                     | 매주 수요일 밤 11:15 ~ 12:20 | 매주 수요일 밤 11:15 ~ 12:20 | 1시간 5분  |
| MBC TV    | 2005년 7월 27일                     | 매주 수요일 밤 11:05 ~ 12:10 | 매주 수요일 밤 11:05 ~ 12:10 | 1시간 5분  |
| MBC TV    | 2005년 8월 3일 ~ 2005년 10월 19일   | 매주 수요일 밤 11:05 ~ 12:00 | 매주 수요일 밤 11:05 ~ 12:00 | 55분       |
| MBC TV    | 2005년 10월 27일 ~ 2005년 12월 1일  | 매주 목요일 밤 11:05 ~ 12:00 | 매주 목요일 밤 11:05 ~ 12:00 | 55분       |
| MBC TV    | 2005년 12월 7일 ~ 2006년 11월 1일   | 매주 수요일 밤 11:05 ~ 12:00 | 매주 수요일 밤 11:05 ~ 12:00 | 55분       |
| MBC TV    | 2006년 11월 10일 ~ 2008년 5월 23일  | 매주 금요일 밤 9:55 ~ 10:55  | 매주 금요일 밤 9:55 ~ 10:55  | 1시간      |
| MBC TV    | 2008년 5월 30일 ~ 2008년 11월 14일  | 매주 금요일 오후 6:50 ~ 7:45 | 매주 금요일 오후 6:50 ~ 7:45 | 55분       |
| MBC TV    | 2008년 11월 21일 ~ 2009년 5월 22일  | 매주 금요일 밤 9:55 ~ 10:55  | 매주 금요일 밤 9:55 ~ 10:55  | 50분       |
| MBC TV    | 2009년 6월 5일 ~ 2009년 6월 12일    | 매주 금요일 밤 10:00 ~ 10:55 | 매주 금요일 밤 10:00 ~ 10:55 | 55분       |
| MBC TV    | 2009년 6월 19일 ~ 2010년 10월 29일  | 매주 금요일 밤 9:55 ~ 10:55  | 매주 금요일 밤 9:55 ~ 10:55  | 50분       |
| MBC TV    | 2010년 11월 7일 ~ 2012년 12월 30일  | 매주 일요일 오후 4:10 ~ 5:20 | 매주 일요일 오후 4:10 ~ 5:20 | 1시간 10분 |
| MBC TV    | 2013년 1월 4일 ~ 2013년 3월 15일    | 매주 금요일 밤 8:55 ~ 9:55   | 매주 금요일 밤 8:55 ~ 9:55   | 1시간      |
| MBC TV    | 2013년 3월 24일 ~ 2018년 3월 18일   | 매주 일요일 오후 3:45 ~ 4:50 | 매주 일요일 오후 3:45 ~ 4:50 | 1시간 5분  |
| MBC TV    | 2018년 3월 26일 ~ 2019년 3월 25일   | 매주 월요일 밤 8:55 ~ 10:00  | 매주 월요일 밤 8:55 ~ 10:00  | 1시간 5분  |
| MBC TV    | 2019년 4월 18일 ~ 2019년 5월 16일   | 1부                          | 매주 목요일 밤 11:10 ~ 11:45 | 1시간 10분 |
| MBC TV    | 2019년 4월 18일 ~ 2019년 5월 16일   | 2부                          | 밤 11:45 ~ 12:20             | 1시간 10분 |
| MBC TV    | 2019년 5월 23일 ~ 2019년 7월 11일   | 1부                          | 매주 목요일 밤 11:05 ~ 11:40 | 1시간 10분 |
| MBC TV    | 2019년 5월 23일 ~ 2019년 7월 11일   | 2부                          | 밤 11:40 ~ 12:15             | 1시간 10분 |
| MBC TV    | 2019년 7월 25일 ~ 2019년 8월 1일    | 1부                          | 매주 목요일 밤 11:35 ~ 12:05 | 1시간      |
| MBC TV    | 2019년 7월 25일 ~ 2019년 8월 1일    | 2부                          | 밤 12:05 ~ 12:35             | 1시간      |
| MBC TV    | 2019년 8월 8일                      | 1부                          | 매주 목요일 밤 10:05 ~ 10:35 | 1시간      |
| MBC TV    | 2019년 8월 8일                      | 2부                          | 밤 10:35 ~ 11:05             | 1시간      |
| MBC TV    | 2019년 8월 15일                     | 1부                          | 매주 목요일 밤 12:00 ~ 12:30 | 1시간      |
| MBC TV    | 2019년 8월 15일                     | 2부                          | 밤 12:30 ~ 1:00              | 1시간      |
| MBC TV    | 2019년 8월 22일 ~ 2019년 9월 5일    | 1부                          | 매주 목요일 밤 11:35 ~ 12:05 | 1시간      |
| MBC TV    | 2019년 8월 22일 ~ 2019년 9월 5일    | 2부                          | 밤 12:05 ~ 12:35             | 1시간      |
| MBC TV    | 2019년 9월 19일 ~ 2019년 9월 26일   | 1부                          | 매주 목요일 밤 11:30 ~ 12:00 | 1시간      |
| MBC TV    | 2019년 9월 19일 ~ 2019년 9월 26일   | 2부                          | 밤 12:00 ~ 12:30             | 1시간      |
| MBC TV    | 2019년 10월 3일 ~ 2019년 10월 10일  | 1부                          | 매주 목요일 밤 10:05 ~ 10:35 | 1시간      |
| MBC TV    | 2019년 10월 3일 ~ 2019년 10월 10일  | 2부                          | 밤 10:35 ~ 11:05             | 1시간      |
| MBC TV    | 2019년 10월 17일 ~ 2020년 1월 23일  | 1부                          | 매주 목요일 밤 11:05 ~ 11:40 | 1시간 10분 |
| MBC TV    | 2019년 10월 17일 ~ 2020년 1월 23일  | 2부                          | 밤 11:40 ~ 12:15             | 1시간 10분 |

## 일부지역 자체방송
- 울산MBC : 경성 판타지

- 대구MBC, 안동MBC : 특선 다큐

- 부산MBC : 지역MBC UHD 10부작 다큐멘터리 포구만리

- 대전MBC : 지역MBC 16개사 다큐멘터치 농업이 미래다

- MBC강원영동 : TV토론 뜨거운 감자(월 1회),특집 프로그램

- 광주MBC : 문화콘서트 난장

- 제주MBC : 시사진단

## 진행자

### 남성
| 역대 | 진행자 | 직업                      | 진행 기간                         | 비고  |
| ---- | ------ | ------------------------- | --------------------------------- | ----- |
| 1대  | 서경석 | 개그맨, 방송인            | 1999년 5월 9일 ~ 2001년 3월 14일  |       |
| 2대  | 김용만 | 개그맨, 방송인            | 2001년 3월 21일 ~ 2013년 3월 17일 | [ 2 ] |
| 3대  | 김국진 | 개그맨, 방송인            | 2013년 3월 24일 ~ 2017년 5월 14일 |       |
| 4대  | 이상민 | 전 그룹 룰라 멤버, 방송인 | 2017년 5월 21일 ~ 2020년 1월 23일 |       |

### 여성
| 역대 | 진행자         | 직업                       | 진행 기간                          | 비고  |
| ---- | -------------- | -------------------------- | ---------------------------------- | ----- |
| 1대  | 황수정         | 배우                       | 1999년 5월 9일 ~ 1999년 7월 28일   |       |
| 2대  | 한고은         | 배우                       | 1999년 8월 4일 ~ 1999년 10월 13일  |       |
| 3대  | 김현주         | 배우                       | 1999년 10월 20일 ~ 2001년 4월 25일 |       |
| 4대  | 손태영         | 미스코리아 출신 배우       | 2001년 5월 2일 ~ 2001년 7월 4일    | [ 3 ] |
| 5대  | 소유진         | 배우                       | 2001년 8월 29일 ~ 2002년 10월 9일  |       |
| 6대  | 성유리         | 배우 (전 그룹 핑클 멤버)   | 2002년 10월 23일 ~ 2004년 3월 3일  |       |
| 7대  | 한예슬         | 배우                       | 2004년 3월 10일 ~ 2005년 9월 14일  |       |
| 8대  | 정려원         | 배우 (전 그룹 샤크라 멤버) | 2005년 9월 21일 ~ 2006년 2월 8일   |       |
| 9대  | 현영           | 방송인                     | 2006년 2월 15일 ~ 2010년 10월 29일 |       |
| 10대 | 구은영         | MBC 아나운서               | 2010년 11월 7일 ~ 2013년 3월 17일  | [ 4 ] |
| 11대 | 소이현         | 배우                       | 2013년 3월 24일 ~ 2015년 7월 26일  |       |
| 12대 | 임지연         | 배우                       | 2015년 8월 2일 ~ 2017년 5월 14일   |       |
| 13대 | 이재은, 설인아 | MBC 아나운서, 배우         | 2017년 5월 21일 ~ 2018년 7월 9일   | [ 5 ] |
| 14대 | 설인아, 이영은 | 배우, MBC 아나운서         | 2018년 7월 16일 ~ 2018년 10월 8일  |       |
| 15대 | 설인아, 경리   | 배우, 가수                 | 2018년 10월 15일 ~ 2019년 1월 7일  |       |
| 16대 | 경리           | 가수                       | 2019년 1월 14일 ~ 2020년 1월 23일  |       |

## 역대 리포터

### 최종
- 박슬기
- 배순탁
- 문시온
- 김정현 (아나운서)

### 이전
|  | 아래의 목록은 가나다 순이다. |

- 고강수
- 공유미
- 김경화
- 김규리
- 김명철
- 김새롬
- 김소정
- 김우리
- 김준상
- 김진주
- 박명수
- 박재민
- 붐
- 서민정
- 서유리
- 손한별
- 슬리피
- 신고은
- 신동진
- 에릭 남
- 오윤아
- 윤지후
- 이승윤
- 이요원
- 이윤석[6]
- 이지희
- 조정린
- 차예린
- 채정안
- 최정문
- 킬라그램
- 티아
- 한승연
- 한예슬
- 황바울
- 황제성

## 타이틀 변천사
| 기수 | 프로그램 타이틀 | 방송 기간                          |
| ---- | --------------- | ---------------------------------- |
| 1기  | 특종! TV연예    | 1992년 4월 11일 ~ 1993년 10월 16일 |
| 2기  | 섹션TV 파워통신 | 1999년 5월 9일 ~ 1999년 10월 13일  |
| 3기  | 섹션TV 연예통신 | 1999년 10월 20일 ~ 2020년 1월 23일 |

## 결방 사유 및 편성 변경
1999년
- 7월 18일 ~ 7월 25일 : MBC 파업으로 인한 결방
- 12월 22일 : 밀레니엄 특집 <20세기 한국의 인물들> 편성으로 인한 결방
- 12월 29일 : 1999 MBC 코미디대상 편성으로 인한 결방

2001년
- 8월 15일 : 창사40주년 8.15 특별기획 재외동포 600만 - 꿈을 찾아서 편성으로 인한 결방
- 10월 3일 : 추석특선대작 Ⅴ <로닌> 편성으로 인한 결방
- 12월 5일 : 창사40주년 특별기획 <2001 MBC 명예의 전당> 편성으로 인한 결방

2002년
- 3월 20일 : 2002 한일 FIFA 월드컵 축구 평가전 《대한민국 VS 핀란드》 중계방송으로 인한 결방
- 6월 5일 ~ 6월 12일 : 2002 한일 FIFA 월드컵 중계방송으로 인한 결방
- 10월 16일 : 특집 다큐멘터리 <만경봉호가 남긴 것> 편성으로 인한 결방
- 12월 11일 : 창사41주년 특별기획 <2002 MBC 명예의 전당> 편성으로 인한 결방

2003년
- 2월 12일 : 2004 아테네 하계 올림픽 축구 국가대표팀 평가전 《대한민국 VS 네덜란드》 중계방송으로 인한 결방
- 2월 26일 : 특집방송 <노무현 5년 희망의 시대인가> 편성으로 인한 결방
- 8월 20일 : 2003 세계 청소년 축구 D조예선 《대한민국 VS 시에라리온》 중계방송으로 인한 결방
- 12월 31일 : 2003 MBC 가요대제전 편성으로 인한 결방

2004년
- 3월 17일 : 토크쇼 유재석 김원희의 놀러와 파일럿 편성으로 인한 결방
- 4월 14일 : MBC 수목미니시리즈 사랑한다 말해줘 2회 연속 편성으로 인한 결방
- 6월 23일 : 이라크에서 납치된 김선일 씨 피살 사건 특집 보도 편성으로 인한 결방
- 8월 4일 : MBC 특별기획 제1회 대한민국 음악축제 편성으로 인한 결방
- 8월 18일 : 2004 아테네 하계 올림픽 중계방송으로 인한 결방
- 9월 29일 : 추석 특선 대작 Ⅴ <영웅> 편성으로 인한 결방
- 12월 1일 : MBC 창사특집 다큐 중동 <바그다드> 편성으로 인한 결방
- 12월 29일 : 2004 MBC 연예대상 편성으로 인한 결방

2005년
- 2월 9일 : 설날특선대작 올드보이 편성으로 인한 결방
- 8월 3일 : 2005 대한민국 음악축제 편성으로 인한 결방

2006년
- 1월 18일 : MBC 뉴스특보 - 대통령 특별연설 편성으로 인한 결방
- 5월 3일 : 가정의 달 특별기획 휴먼다큐 사랑 편성으로 인한 결방
- 5월 24일 : 5.31 지방선거 서울특별시장 후보자 토론회 편성으로 인한 결방
- 6월 14일 ~ 6월 21일 : 2006 독일 FIFA 월드컵 중계방송으로 인한 결방
- 10월 4일 : MBC 수목미니시리즈 여우야 뭐하니 2회 연속 편성으로 인한 결방
- 12월 29일 : 2006 MBC 연예대상 편성으로 인한 결방

2007년
- 8월 31일 : MBC 특별기획 - 장애인 페스티벌 '난 꿈이 있어요' 편성으로 인한 결방
- 11월 30일 : 창사특집 편성으로 인한 결방

2008년
- 2월 8일 : 설날특집 편성으로 인한 결방
- 8월 8일 : 2008 베이징 하계 올림픽 개회식 중계방송으로 인한 결방
- 8월 22일 : 2008 베이징 하계 올림픽 중계방송으로 인한 결방
- 10월 17일 : 비 컴백 특집쇼 <나,비,춤> 편성으로 인한 결방

2009년
- 5월 29일 : 노무현 前대통령 서거 애도로 인한 결방
- 9월 25일 : MBC 대학가요제 편성으로 인한 결방
- 10월 2일 : 추석특집 TV무비 선덕여왕 편성으로 인한 결방
- 11월 27일 : 대통령과의 대화 편성으로 인한 결방

2010년
- 6월 25일 : MBC 현대사 연속기획 6.25 특집 다큐멘터리 코레아일라 편성으로 인한 결방
- 10월 8일 : MBC 스포츠 2010년 프로야구 플레이오프 2차전 《두산 베어스 VS 삼성 라이온즈》 중계방송으로 인한 결방
- 11월 14일 ~ 11월 21일 : 2010 광저우 아시안 게임 주요경기 중계방송으로 인한 결방

2011년
- 2월 6일 : 설특집 편성으로 인한 결방
- 10월 16일 : F1 코리아 그랑프리 중계방송으로 인한 결방
- 10월 23일 : MBC 스포츠 2011년 프로야구 플레이오프 5차전 《SK 와이번스 VS 롯데 자이언츠》 경기 중계방송으로 인한 결방에 따라 낮 1시에 방송

2012년
- 4월 1일 : MBC 파업으로 인한 결방에 따라 스튜디오가 생방송 없이 별별랭킹 코너로 대체
- 4월 22일 : 오후 5시에 방송
- 5월 6일 : 김연아의 올댓 아이스쇼 중계방송으로 인한 결방
- 7월 29일 : 2012 런던 하계 올림픽 중계방송으로 인한 결방
- 8월 5일 : 저녁 7시 5분부터 2012 런던 하계 올림픽 특집으로 방송
- 10월 14일 : F1 코리아 그랑프리 레이스 결승전 중계방송으로 인한 결방

2014년
- 4월 20일 ~ 4월 27일 : 세월호 침몰 사고 여파로 인한 결방
- 9월 28일 : 2014 인천 아시안 게임 야구 결승전 《대한민국 VS 대만》 중계방송으로 인한 결방

2016년
- 11월 27일 : 창사55주년 특집 ING생명 챔피언스트로피 박인비 인비테이셔널 -싱글매치- 중계방송으로 인한 결방

2017년
- 9월 17일 ~ 11월 12일 : MBC 파업으로 인한 결방

2018년
- 2월 11일 : 2018 평창 동계 올림픽 중계방송으로 인한 결방
- 6월 11일 : 2018 러시아 FIFA 월드컵특집 가슴이 뛴다 편성으로 인한 결방
- 6월 18일 : 2018 러시아 FIFA 월드컵 중계방송으로 결방
- 8월 20일 : 2018 자카르타-팔렘방 아시안 게임 남자 축구 《대한민국 VS 키르기스스탄》 중계방송으로 인한 결방
- 8월 27일 : 2018 자카르타-팔렘방 아시안 게임 중계방송으로 인한 결방
- 9월 24일 : 추석특선영화 군함도 편성으로 인한 결방
- 11월 5일 : MBC 스포츠 2018년 KBO 리그 한국시리즈 2차전 《SK 와이번스 VS 두산 베어스》 중계방송으로 인한 결방

2019년
- 2월 4일 : 설특집 편성으로 인한 결방
- 4월 1일 ~ 4월 8일 : 봄 개편으로 인한 결방
- 7월 18일 : 세빌리아의 이발사 편성으로 인한 결방

## 경쟁 프로그램
- 연예가중계 (KBS 2TV)
- 한밤의 TV연예 (SBS TV)